# TKW
TKW – polska eksperymentalna tankietka z czasów dwudziestolecia międzywojennego, będąca modyfikacją tankietki TK-3. Modyfikacja obejmowała wyposażenie pojazdu w wieżę, w której miało być umieszczone uzbrojenie w postaci karabinu maszynowego, dzięki czemu zwiększyć się miało pole ostrzału. Ostatecznie z tankietki TKW zrezygnowano z powodu niedoskonałości tej konstrukcji oraz rozpoczęcia prac nad następcą tankietek w Wojsku Polskim – czołgiem 4TP.

## Historia
Już podczas prób poligonowych z tankietką TK-3 zalecono rozpoczęcie prac nad ulepszeniem pojazdu. Rozpoczęto je 13 sierpnia 1931 roku i doprowadziły one do powstania kilku doświadczalnych pojazdów bazujących na TK-3: TKF (zastosowanie nowego silnika), TKD (zwiększenie siły ognia przez uzbrojenie w armatę) i TKS (zastosowanie nowego silnika i przekonstruowanie układu zawieszenia)
Równolegle i niezależnie do tych prac, w Biurze Badań Broni Pancernych powstał projekt tankietki opartej na TK-3 i wyposażonej w wieżę. Otrzymała ona oznaczenie TKW (TK z Wieżą). W tym projekcie zakładano wyeliminowanie jednej z zasadniczych wad tankietki TK-3 – ograniczonego pola ostrzału. Dlatego też zdecydowano się na umieszczenie uzbrojenia w obrotowej wieży. Takie rozwiązanie zaleciła komisja przeprowadzająca badania prowadnic szynowych dla tankietek TK-3. Stwierdzono, że tankietka bez wieży obrotowej nie spełnia wymagań stawianych drezynom pancernym. Podobna konstrukcja powstawała wtedy w Wielkiej Brytanii (Vickers 4-Ton).

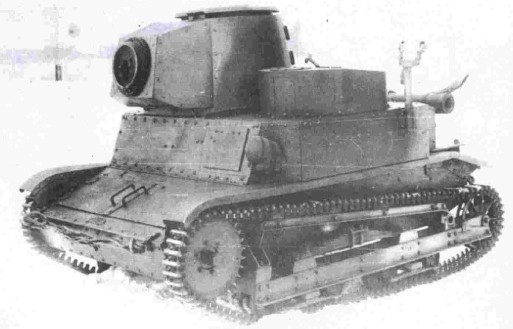
Prototyp po przebudowie

W budżecie na lata 1932–1933 zaplanowano budowę sześciu czołgów TKW. Prototyp powstał w zakładach w Ursusie w końcu 1932 roku. Przy jego budowie wykorzystano gotową tankietkę TK wykonaną z blach żelaznych (nr rej. 1164). Uzbrojono go w chłodzony powietrzem karabin maszynowy wz. 25 Hotchkiss. Prototyp ten przezbrojono potem w chłodzony wodą karabin maszynowy wz. 30 i poddano testom w listopadzie 1933. Próby te wykazały wady konstrukcji: mało stabilne jarzmo broni, słaba widoczność i zła wentylacja, uniemożliwiająca dłuższe prowadzenie ognia (groziło to zatruciem strzelca). Wady te wyeliminowano poprzez przekonstruowanie wieży. Nowa wieża miała m.in. specjalny otwór wentylacyjny osłonięty pancernym kołpakiem oraz nowe jarzmo konstrukcji inż. J. Napiórkowskiego przystosowane do karabinu maszynowego wz. 25.
Kolejne badania przeprowadzono w Doświadczalnej Grupie Pancerno-Motorowej w Modlinie. Podczas tych testów stwierdzono, że TKW ma źle usytuowany środek ciężkości i prawa strona jest zbyt obciążona, co źle wpływa na zachowanie tankietki w czasie jazdy. Co prawda spodziewano się, że przy takim umiejscowieniu wieży (na prawej burcie) własności trakcyjne zmienią się, jednakże obciążenie było zbyt duże. Umiejscowienie wieży w osi symetrii, co rozwiązałoby problem złego usytuowania środka ciężkości, nie było jednak możliwe, bowiem wieża musiałaby się znajdować ponad silnikiem, absurdalnie wysoko. Ponadto zwrócono uwagę na to, że możliwość komunikacji pomiędzy członkami załogi jest bardzo ograniczona. Wynikało to z tego, że kierowca-mechanik i dowódca-strzelec umiejscowieni byli w dwóch różnych przedziałach, a pojazdu nie wyposażono w żadne środki łączności wewnętrznej. Po zakończeniu badań pojazd odesłano do Ursusa.
W lutym 1935 roku definitywnie zakończono badania nad czołgiem TKW. W tym czasie rozpoczęto już wstępny projekt nowego czołgu lekkiego rozpoznawczego z wieżą – 4TP. Po zakończeniu projektu TKW dokumentację przesłano do archiwum, zaś pojazd przez dłuższy okres służył w Biurze Badań Technicznych Broni Pancernych, gdzie służył do różnych eksperymentów. Pod koniec 1935 roku na prototypie TKW przeprowadzono badania nowych, gumowo-metalowych gąsienic I.F.K.15 opracowanych przez mjr. S. Kardaszewicza. Nowe gąsienice nie zdały jednak egzaminu.

## Opis techniczny
Jako że TKW był bezpośrednią modernizacją TK-3, większość elementów konstrukcji pozostała bez zmian. Wszystkie zmiany wynikały z zastosowania wieży. Wymusiło to przekonstruowanie górnej części kadłuba i przedziału bojowego. Ponieważ wysokość przedziału bojowego w stosunku do TK-3 uległa obniżeniu – głowę mechanika-kierowcy osłonięto niewielką nadbudówką z włazem wejściowym umieszczonym w pokrywie. Aby zapewnić lepsze pole widzenia, kierowca miał do dyspozycji ruchomy peryskop odwracalny konstrukcji Rudolfa Gundlacha umieszczony na nadbudówce. Wieża skonstruowana specjalnie dla TKW wykonana była z blach pancernych o grubości 4–8 mm mocowanych nitami do kątowników. Obracana była ręcznie, przez dowódcę-strzelca. W wieży umieszczony był właz, obserwacja otoczenia odbywała się za pomocą niewielkich szczelin. Dowódca-strzelec nie miał do dyspozycji peryskopu.
Uzbrojenie umieszczono w wieży. Początkowo prowadzono badania z karabinem maszynowym wz. 25 Hotchkiss, później pierwszy prototyp przezbrojono w chłodzony wodą, karabin maszynowy wz. 30. Ostatecznie prototyp z nową wieżą uzbrojony miał być w karabin maszynowy Hotchkiss.